# خضرغوران سفلي
خضرغوران سفلي (بالفارسية: خضرگوران سفلی) هي مستوطنة تقع في Charuymaq-e Jonubesharqi Rural District في إيران.